# Shinichi Morishita
Shinichi Morishita (森下 申一, Morishita Shinichi, Shizuoka, 28 december 1960) is een Japans voormalig voetballer die als doelman speelde.

## Clubcarrière
In 1979 ging Morishita naar de Tokyo University of Agriculture, waar hij in het schoolteam voetbalde. Nadat hij in 1995 afstudeerde, ging Morishita spelen voor Yamaha Motors, de voorloper van Júbilo Iwata. Met deze club werd hij in 1987/88 kampioen van Japan. In 12 jaar speelde hij er 243 competitiewedstrijden. Hij tekende in 1995 bij Kyoto Purple Sanga. In 3 jaar speelde hij er 70 competitiewedstrijden. Morishita beëindigde zijn spelersloopbaan in 1997.

## Japans voetbalelftal
Shinichi Morishita debuteerde in 1985 in het Japans nationaal elftal en speelde 28 interlands.

## Statistieken
| Japans voetbalelftal | Japans voetbalelftal | Japans voetbalelftal |
| Jaar                 | Wed.                 | Dlp.                 |
| -------------------- | -------------------- | -------------------- |
| 1985                 | 2                    | 0                    |
| 1986                 | 4                    | 0                    |
| 1987                 | 10                   | 0                    |
| 1988                 | 2                    | 0                    |
| 1989                 | 3                    | 0                    |
| 1990                 | 6                    | 0                    |
| 1991                 | 1                    | 0                    |
| Totaal               | 28                   | 0                    |